# لفائفي
اللفائفي (بالإنجليزية: Ileum)‏ هو القسم الأخير من الأمعاء الدقيقة. ويبلغ طوله نحو 2-4 م في الإنسان، ويأتي بعد الاثنا عشر والصائم، ويفصله عن المصران الأعور الصمام اللفائفي الأعوري. درجة القاعدية في اللفائفي عادة ما تتراوح بين 7 و 8 (متعدل أو بالكاد قاعدي). وظيفته الرئيسية هي امتصاص فيتامين بي12، الأحماض الصفراوية وأي منتجات هضمية لم يمتصها الصائم.

## مبنى
اللفائفي هو الجزء الثالث والأخير من الأمعاء الدقيقة. وهو يلي الصائم وينتهي عند الموصل اللفائفي الأعوري، حيث يتصل اللفائفي الانتهائي مع الأعور من الأمعاء الغليظة من خلال صمام اللفائفي الأعوري. يتواجد اللفائفي مع الصائم داخل المسراق، وهو تشكيل من الغشاء المصلي البطني الذي يحمل الأوعية الدموية المغذية لهما (الشريان المساريقي العلوي والوريد المساريقي العلوي)، الأوعية اللمفاوية والألياف العصبية.

## وظيفته
وظيفته هي امتصاص فيتامين بي12، الأحماض الصفراوية وأية نواتج من الهضم لم يمتصها الصائم. يتكوّن جدار اللفائفي من طيات، كل منها ذات العديد من نتوئات مخملية الشكل تشبه الأصابع تعرف باسم الزغابة على سطحها. بالمقابل، تحتوي الخلايا الظهارية التي تكوّن الزغابة عدد أكبر من الزغيبات. من هنا لدى اللفائفي مساحة سطح كبيرة للغاية لامتزاز (ارتباط) جزيئات الإنزيمات وامتصاص منتجات الهضم.

## أهمية سريرية
للّفائفي أهمية سريرية كبيرة في الطب لأنه يتأثر في العديد من الأمراض. بما في ذلك:
- داء كرون
- مرض السل
- ورم لمفي
- أورام الغدد الصم العصبية (سرطاوي)

## معرض صور

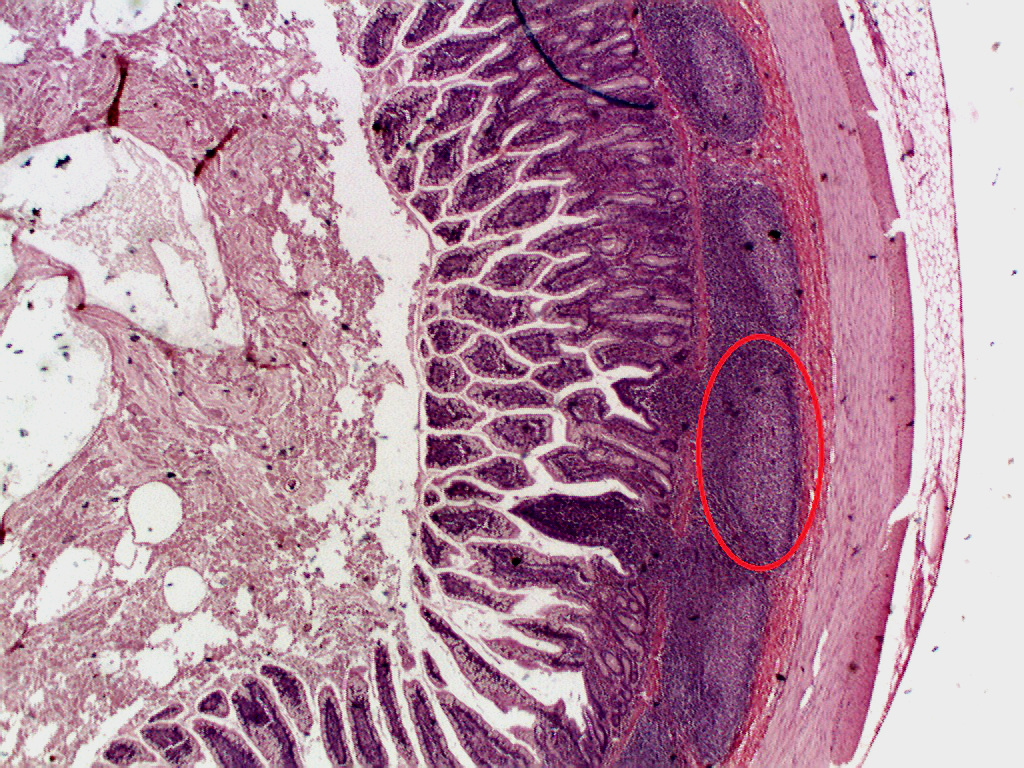
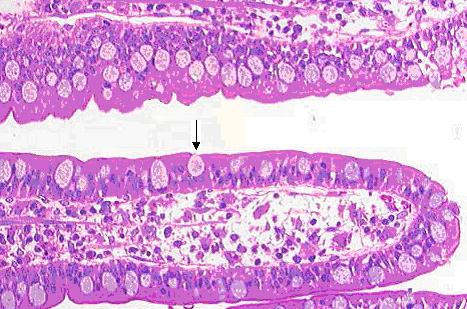